# Johannes Krause
Johannes Krause (Leinefelde, 17 de julio de 1980) es un bioquímico alemán que se centra en la investigación de enfermedades infecciosas históricas y la evolución humana. Desde 2010 es profesor de arqueología y paleogenética en la Universidad de Tubinga. En 2014, Krause fue nombrado codirector fundador del nuevo Instituto Max Planck para la Ciencia de la Historia Humana en Jena.

## Vida profesional
De 2000 a 2005, Krause estudió bioquímica en Leipzig y en la Universidad de Cork de Irlanda. En 2005 obtuvo su diploma con la publicación El genoma mitocondrial del mamut lanudo en el Instituto Max Planck de Antropología Evolutiva, seguida de una tesis doctoral en 2008 dirigida por Svante Pääbo titulada De genes a genomas: aplicaciones de la PCR múltiple en la investigación del ADN antiguo sobre Investigaciones genéticas sobre neandertales y osos de las cavernas. 
En 2010, por su tesis doctoral recibió el Premio Tubinga de Prehistoria Temprana y Ecología Cuaternaria. El mismo año, por su coautoría del artículo de Science Un borrador de secuencia y análisis preliminar del genoma de Neandertal recibió el Premio Newcomb Cleveland de la Asociación Americana para el Avance de la Ciencia, el premio al mejor artículo del año. En octubre de 2010 se convirtió en profesor júnior en el Instituto de Arqueología Científica de Tubinga. Desde entonces dirige el grupo de trabajo sobre paleogenética del instituto.
En el verano de 2014 se anunció que el Instituto Max Planck de Economía de Jena recibiría un mandato diferente. Junto con Russell Gray, Krause fue nombrado codirector de un nuevo Instituto Max Planck de Historia y Ciencias, a partir del 1 de febrero de 2014.  Al mismo tiempo, Krause sigue siendo profesor honorario de la Universidad de Tubinga.

## Investigación
El enfoque de Krause es el análisis genético del ADN antiguo mediante secuenciación de ADN. Sus intereses de investigación incluyen la evolución humana y los patógenos y epidemias históricos. 
En 2010, Krause y otros reconstruyeron con éxito el genoma mitocondrial de un hombre de Denísova a partir de 30 miligramos de material en polvo procedente del hueso de un dedo. Esto le permitió demostrar que los denisovanos representaban una rama independiente del género homo que se separó del linaje neandertal hace 640.000 años.   También contribuyó a la investigación sobre la herencia genética de los neandertales, que demostró que los neandertales y los humanos modernos comparten el mismo "gen del lenguaje" (FoxP2), lo que sugiere que los neandertales también tenían la capacidad de hablar.  
Krause formó parte del equipo de investigación internacional que en 2011 reconstruyó el genoma de la bacteria Yersinia pestis a partir de muestras de ADN extraídas del cementerio de apestados de East Smithfield  en Londres del siglo XIV, estableciendo pruebas definitivas de que la epidemia medieval de peste negra fue causada por Y. pestis..  
En septiembre de 2012, Krause recibió financiación del Consejo Europeo de Investigación como parte de las subvenciones iniciales para su proyecto Ancient Pathogen Genomics of Re-emerging Infectious Disease, en el que se investigará la evolución de diversas enfermedades infecciosas y pandemias históricas utilizando el ADN de patógenos correspondientes.  En colaboración con el Instituto Max Planck para la Biología del Desarrollo, en mayo de 2013 se publicó un artículo según el cual los patógenos que desencadenaron la gran hambruna irlandesa (HERB-1) no eran idénticos con la cepa ahora muy extendida del hongo del huevo Phytophthora infestans. (US-1). Ambas cepas de patógenos se remontan a un ancestro común, pero se desarrollaron por separado. Con la aparición de variedades de papa resistentes, las cepas HERB-1 desaparecieron y fueron reemplazadas por US-1.  
En junio de 2013, el grupo de Krause, en colaboración con el Instituto de Tecnología de Lausana, publicó una investigación que demuestra que la bacteria de la lepra no ha cambiado genéticamente desde la Edad Media y que todas las bacterias de la lepra en todo el mundo pueden atribuirse a un ancestro común que data del año 4000 a. C. 
En 2017, un equipo dirigido por Krause realizó la primera secuenciación fiable de los genomas de individuos momificados del Antiguo Egipto. Sin embargo, según admitió el propio equipo en el manuscrito, es posible que las muestras no hayan sido representativas de la mayoría de los egipcios. Otros hallazgos de haplotipos y ADN por PCR indican un origen africano subsahariano en las poblaciones egipcias modernas. Su estudio examinó a 90 individuos y reveló que "se parecían mucho a las poblaciones antiguas y modernas del Cercano Oriente, especialmente a las del Levante, y casi no tenían ADN del África subsahariana. Es más, la genética de las momias se mantuvo notablemente consistente incluso cuando diferentes potencias (incluidos nubios, griegos y romanos) conquistaron el imperio.  
En 2019, Krause y otros publicaron un análisis de la propagación de Y. pestis durante la epidemia de peste negra que comenzó en Europa en 1347. Entre los hallazgos, se descubrió que una cepa del siglo XIV de la región de Samara en Rusia era ancestral de la Peste Negra. Otros genomas de toda Europa durante el período eran idénticos, lo que sugiere la velocidad a la que se propagó la plaga.  Más tarde, al menos dos clados distintos parecen haberse desarrollado en Europa. Uno está asociado con brotes de enfermedades en Alemania y Suiza durante los siglos XV-XVII d. C. Otro se relaciona con los brotes en Londres en el siglo XVII y Marsella en el siglo XVIII. Esto sugiere que la enfermedad puede haber permanecido latente en más de un reservorio de enfermedad en Europa. Los casos de peste en Londres y Marsella también pueden estar relacionados con los viajes marítimos.  Las cepas modernas de Y. pestis, como las encontradas en Madagascar en 2017, son muy similares a la cepa ancestral de la Peste Negra. La mejora de la higiene humana, la disminución de las poblaciones de ratas negras y pulgas y la disminución del contacto humano con ellas probablemente contribuyeron más a limitar la transmisión de la enfermedad que los cambios genéticos. 
En 2022, Krause habló sobre el estado actual de los conocimientos en genética y arqueogenética en una conversación con el historiador Michael Sommer y el biólogo evolutivo Axel Meyer. Krause dijo que las nuevas técnicas de análisis genético y el conocimiento adquirido con ellas también acelerarán significativamente el desarrollo de la genómica personalizada . Por ejemplo, será posible estimar el riesgo de cáncer de las personas mediante la secuenciación de genes mucho más rápido y mejor de lo que es posible actualmente. 

## Publicaciones
- Lamnidis T.C. (2018). «Ancient Fennoscandian genomes reveal origin and spread of Siberian ancestry in Europe.». Nature Communications 9 (5018): 5018. Bibcode:2018NatCo...9.5018L. PMC 6258758. PMID 30479341. doi:10.1038/s41467-018-07483-5.
- Krause J. (2007). «Neanderthals in central Asia and Siberia.». Nature 449 (7164): 902-904. Bibcode:2007Natur.449..902K. PMID 17914357. S2CID 2084412. doi:10.1038/nature06193.
- Krause J. (2008). «Mitochondrial genomes reveal an explosive radiation of extinct and extant bears near the Miocene-Pliocene boundary.». BMC Evolutionary Biology 8 (1): 220. PMC 2518930. PMID 18662376. doi:10.1186/1471-2148-8-220.
- «The complete mitochondrial DNA genome of an unknown hominin from southern Siberia.». Nature 464 (7290): 894-897. 2010. Bibcode:2010Natur.464..894K. PMC 10152974. PMID 20336068. doi:10.1038/nature08976.
- Green R. E., Krause J. (2010). «A draft sequence and preliminary analysis of the Neandertal genome.». Science 328 (5979): 710-722. Bibcode:2010Sci...328..710G. PMC 5100745. PMID 20448178. doi:10.1126/science.1188021.
- J. Krause and Thomas Trappe: Die Reise unserer Gene: Eine Geschichte über uns und unsere Vorfahren. Propyläen Verlag, Februar 2019, ISBN 978-3549100028

En español:
- Johannes Krause, El viaje de nuestros genes: Una historia sobre nosotros y nuestros antepasados, Debate, 15 de octubre de 2020, traductor: Jorge Seca Gil

## Premios
- 2010: Tübinger Förderpreis für Ältere Urgeschichte und Quartärökologie por su disertación (From genes to genomes: Applications for Multiplex PCR in Ancient DNA Research)
- 2010: AAAS Newcomb Cleveland Prize por el mejor artículo Science del año (A Draft Sequence of the Neandertal Genome)
- 2012: ERC Starting Grant por el proyecto de investigación Ancient Pathogen Genomics of Re-emerging Infectious Disease
- 2015: Boerhaave Nascholing, excellent Speaker Award
- 2017: Thüringer Forschungspreis
- 2020: Fabio Frassetto International Prize for Paleoanthropology
- 2022: Akademiepreis der Berlin-Brandenburgischen Akademie der Wissenschaften

### Videos
- Vídeo sobre la investigación de Johannes Krause (Latest Thinking)
- Johannes Krause: El viaje de nuestros genes (en alemán)
- Entrevista con Johannes Krause en el programa Sternstunde Philosophie (en alemán)

- Datos: Q15432346
- Multimedia: Johannes Krause (biochemist) / Q15432346